# Gander Bay South
Gander Bay South é uma comunidade localizada na província canadense de Terra Nova e Labrador.

## Governo
Gander Bay South é um distrito de serviço local (LSD), onde são estabelecidos para fornecer determinados serviços a comunidades ou áreas que tenham necessidades semelhantes dentro de uma comunidade ou zona geográfica.